# 341 Kalifornija
341 Kalifornija (mednarodno ime je 341 California) je asteroid tipa S (po Tholenu).

## Odkritje
Asteroid je odkril nemški astronom Max Wolf ( 1863 – 1932) 25. septembra 1892 v Heidelbergu. Imenuje se po Kaliforniji v ZDA.

## Lastnosti
Asteroid Kalifornija obkroži Sonce v 3,26 letih. Njegova tirnica ima izsrednost 0,194, nagnjena pa je za 5,669° proti ekliptiki. Premer asteroida je okoli 30 km.